# Hornyánszky Gyula (festő)
Hornyánszky Gyula  (Budapest, 1924. november 24. - Budapest, 1995. január 15.) magyar festőművész, grafikus.

## Életpályája
Orvosi tanulmányait félbehagyta. Előbb Kmetty János és Barcsay Jenő tanítványa volt, majd a Magyar Képzőművészeti Főiskolán Szőnyi István, 1949-től pedig Pap Gyula volt mestere. 1950 tavaszán főiskolai tanulmányai megszakadtak. Ezután A MÁV-nál dolgozott meósként, majd a Ganz–MÁVAG-nál volt esztergályos. Az 1960-as években - többek között - Huszárik Zoltán és Jancsó Miklós egyes filmjeiben jutott szerepekhez. Hornyánszky az elsők között használt színes filctollat. Kísérletezett a performansz és a happening műfajaiban is.
Jelentős kiállítási lehetőséghez nem jutott élete során.

## Egyéni kiállításai
- 1955 • XXII. kerületi Tanács
- 1963 • II. Ker.-i Nőtanács (Molnár Ágnessel)
- 1968 • VI. kerületi Hazafias Népfront, Budapest
- 1970 • Csepel Galéria, Budapest
- 1996 • Műgyűjtők Galéria, Budapest.

## Részvétele csoportos kiállításokon
- 1969 • VI. kerületi képzőművészek kiállítása, VI. ker. Hazafias Népfront, Budapest
- 1976 • Népi Kollégista Képzőművészek, Magyar Nemzeti Galéria, Budapest • Új művészetért 1960-75, Szeged
- 1991 • Alföldi Tárlat, Munkácsy Mihály Múzeum, Békéscsaba.